# Wimbledon 2007
De 121e editie van het Britse grandslamtoernooi, Wimbledon 2007, werd gehouden van maandag 25 juni tot en met zondag 8 juli 2007. Voor de vrouwen was het de 114e editie van het graskampioenschap. Het toernooi werd gespeeld bij de All England Lawn Tennis and Croquet Club in de wijk Wimbledon van de Britse hoofdstad Londen.
Op de eerste zondag tijdens het toernooi (Middle Sunday) werd traditioneel niet gespeeld.
Voor het eerst in de historie was het prijzengeld voor de vrouwen gelijk aan dat van de mannen. De winnaars ontvingen ieder £ 700.000 en het totale prijzengeld was £ 11.282.710, een record voor een tennistoernooi.
Voor het eerst werd het Hawk-Eye-systeem gebruikt om te bepalen of een bal in of uit is. Dit gebeurde op het Centre Court en Court Number One. Op de andere banen werd het oudere cyclops-systeem toegepast.
Het toernooi kenmerkte zich door vele (143) regenonderbrekingen.
Het toernooi van 2007 trok 444.810 toeschouwers.

## Titelverdedigers
Titelverdediger bij de mannen op dit toernooi in het enkelspel was de Zwitser
Roger Federer . Bij de vrouwen was dat de Française Amélie Mauresmo die al in de vierde ronde werd uitgeschakeld.
In het dubbelspel waren de titelverdedigers de Amerikanen Bob Bryan / Mike Bryan, de Chinese dames Yan Zi / Zheng Jie en het gemengde duo Vera Zvonarjova (Rusland) / Andy Ram (Israël).

## Enkelspel

### Mannen
De als eerste geplaatste Zwitser Roger Federer won het toernooi voor de vijfde achtereenvolgende keer door in de finale de als tweede geplaatste Spanjaard Rafael Nadal met 7-6, 4-6, 7-6, 2-6 en 6-2 te verslaan. Door zijn overwinning evenaarde hij de prestatie van de Zweed Björn Borg met vijf titels op rij. Alleen William Renshaw staat hier nog boven, met zes overwinningen op rij; tussen 1881 en 1886.

### Vrouwen
De Amerikaanse Venus Williams won het toernooi voor de vierde keer door in de finale de Française Marion Bartoli met 6-4, 6-1 te verslaan. Opvallend feit: de finale werd gespeeld door twee speelsters die niet tot de top 16 van de plaatsingslijst behoorden; Bartoli was als 18e geplaatst, Williams als nummer 23. Bartoli was bovendien degene die zowel de enige Belgische deelneemster (en de favoriet voor het vrouwenenkelspeltoernooi) Justine Henin, als de enige Nederlandse deelneemster, Michaëlla Krajicek, versloeg (in respectievelijk de halve en kwartfinale).

## Dubbelspel

### Mannen
De Fransen Arnaud Clément en Michaël Llodra wonnen het toernooi door in de finale de Amerikanen Bob en Mike Bryan met 6-7, 6-3, 6-4, 6-4 te verslaan.

### Vrouwen
Het Zimbabwaans/Zuid-Afrikaans duo Cara Black/Liezel Huber won het toernooi door in de finale het Sloveens/Japans duo Katarina Srebotnik/Ai Sugiyama met 3-6, 6-3, 6-2 te verslaan.

### Gemengd
Het ongeplaatste Servisch/Brits duo Jelena Janković/Jamie Murray won het toernooi door in de finale het Australisch/Zweeds duo Alicia Molik/Jonas Björkman met 6-4, 3-6, 6-1 te verslaan.

## Belgische deelnemers

### Enkelspel

#### Mannen
Bij de mannen waren Olivier Rochus en Kristof Vliegen direct geplaatst voor het hoofdtoernooi. Dick Norman en Christophe Rochus sneuvelden in de kwalificaties.
- Olivier Rochus
  - 1e ronde: verslagen door Robin Söderling (Zweden) (nr. 28) met 3-6, 2-6, 2-6
- Kristof Vliegen
  - 1e ronde: won van Juan Mónaco (Argentinië) (nr. 32) met 6-4, 6-3, 7-6
  - 2e ronde: verslagen door Gaël Monfils (Frankrijk) met 5-7, 6-7, 6-7

#### Vrouwen
Bij de vrouwen deed enkel Justine Henin mee. Caroline Maes kwam niet door de kwalificaties.
- Justine Henin (nr. 1)
  - 1e ronde: won van Jorgelina Cravero (Argentinië) met 6-3, 6-0
  - 2e ronde: won van Vera Doesjevina (Rusland) met 6-0, 6-4
  - 3e ronde: won van Jelena Vesnina (Rusland) met 6-1, 6-3
  - 4e ronde: won van Patty Schnyder (Zwitserland) met 6-2, 6-2
  - kwartfinale: won van Serena Williams (Verenigde Staten) met 6-4, 3-6, 6-3
  - halve finale: verslagen door Marion Bartoli (Frankrijk) (nr. 18) met 6-1, 5-7, 1-6

### Dubbelspel

#### Mannendubbelspel
Tot het hoofdtoernooi was het Belgische duo Olivier Rochus/Kristof Vliegen direct toegelaten. Via het kwalificatietoernooi haalde Dick Norman het hoofdtoernooi.
- Dick Norman met zijn partner Ilia Bozoljac (Servië)
  - 1e ronde: verslagen door James Auckland (Groot-Brittannië) en Stephen Huss (Australië) met 6-4, 4-6, 5-7, 5-7
- Olivier Rochus en Kristof Vliegen
  - 1e ronde: wonnen van Lars Burgsmüller (Duitsland) en Orest Tereshchuk (Oekraïne) met 7-6, 6-4, 6-2
  - 2e ronde: verslagen door Bob Bryan (Verenigde Staten) en Mike Bryan (Verenigde Staten) (nr. 1) met 0-6, 6-7, 1-6

#### Vrouwendubbelspel
Geen deelnemers, ook niet aan het kwalificatietoernooi.

#### Gemengd dubbelspel
Geen deelnemers.

## Nederlandse deelnemers

### Enkelspel

#### Mannen
Bij de mannen was Thiemo de Bakker toegelaten tot het hoofdtoernooi door middel van een wildcard. Hij kreeg deze op basis van zijn prestatie van vorig jaar, toen hij het toernooi bij de junioren op zijn naam schreef. Via het kwalificatietoernooi probeerde Dennis van Scheppingen tevergeefs het hoofdtoernooi te bereiken.
- Thiemo de Bakker
  - 1e ronde: verslagen door Wayne Arthurs (Australië) met 7-6, 7-6, 6-7, 4-6, 4-6

#### Vrouwen
Van de Nederlandse vrouwen was alleen Michaëlla Krajicek direct toegelaten tot het hoofdtoernooi, als nummer 31 van de plaatsingslijst. Elise Tamaëla en Brenda Schultz kwamen niet voorbij de kwalificaties.
- Michaëlla Krajicek (nr. 31)
  - 1e ronde: won van Tzipora Obziler (Israël) met 6-2, 6-7, 6-1
  - 2e ronde: won van Katie O'Brien (Groot-Brittannië) met 6-0, 6-1
  - 3e ronde: won van Anna Tsjakvetadze (Rusland) (nr. 8) met 7-6, 6-7, 6-2
  - 4e ronde: won van Laura Granville (Verenigde Staten) met 6-3, 6-4
  - kwartfinale: verslagen door Marion Bartoli (Frankrijk) (nr. 18) met 6-3, 3-6, 2-6

### Dubbelspel

#### Mannendubbelspel
Rogier Wassen en Martin Verkerk waren direct toegelaten tot het hoofdtoernooi. Wassen kreeg nummer 14 op de plaatsingslijst. Aan de kwalificaties deden geen Nederlanders mee.
- Martin Verkerk met zijn Deense partner Kristian Pless
  - 1e ronde: verslagen door Tomas Behrend (Duitsland) en Florian Mayer (Duitsland) met 6-0, 7-6 6-3
- Rogier Wassen met zijn Zuid-Afrikaanse partner Jeff Coetzee (nr. 14)
  - 1e ronde: verslagen door Wesley Moodie (Zuid-Afrika) en Todd Perry (Australië) met 6-2, 2-6, 6-7, 6-5

#### Vrouwendubbelspel
Michaëlla Krajicek was direct toegelaten tot het hoofdtoernooi. Aan de kwalificaties deden geen Nederlandse vrouwen mee.
- Michaëlla Krajicek met haar Poolse partner Agnieszka Radwańska
  - 1e ronde: wonnen van Maria Elena Camerin (Italië) en Gisela Dulko (Argentinië) (nr. 11) met 6-3, 6-7, 8-6
  - 2e ronde: wonnen van Andrea Hlaváčková (Tsjechië) en Sandra Klösel (Duitsland) met 6-3, 6-3
  - 3e ronde: verslagen door Květa Peschke (Tsjechië) en Rennae Stubbs (Australië) met 2-6, 7-5, 2-6

#### Gemengd dubbelspel
Rogier Wassen en Michaëlla Krajicek werden rechtstreeks toegelaten tot het hoofdtoernooi.
- Rogier Wassen met zijn partner Chan Yung-jan uit Chinees Taipei (nr. 13)
  - 1e ronde: bye
  - 2e ronde: wonnen van Jeff Coetzee (Zuid-Afrika) en Jelena Kostanić-Tošić (Kroatië) met 4-6, 6-4, 6-2
  - 3e ronde: verslagen door Alex Bogdanovic (Groot-Brittannië) en Melanie South (Groot-Brittannië) met 4-6, 3-6
- Michaëlla Krajicek met haar Tsjechische partner Martin Damm
  - 1e ronde: verslagen door Andrei Pavel (Roemenië) en Andreea Ehritt-Vanc (Roemenië) met 2-6, 7-6, 4-6

## Overige winnaars

### Jongensenkelspel
Donald Young (Verenigde Staten) won van Vladimir Ignatik (Wit-Rusland) met 7-5, 6-1

### Meisjesenkelspel
Urszula Radwańska (Polen) won van Madison Brengle (Verenigde Staten) met 2-6, 6-3, 6-0

### Jongensdubbelspel
Daniel Lopez (Italië) en Matteo Trevisan (Italië) wonnen van Roman Jebavý (Tsjechië) en Martin Kližan (Slowakije) met 7-6, 4-6, [10-8]

### Meisjesdubbelspel
Anastasija Pavljoetsjenkova (Rusland) en Urszula Radwańska (Polen) wonnen van Misaki Doi (Japan) en Kurumi Nara (Japan) 6-4, 2-6, [10-7]

### Veteranen, mannen tot 45 jaar, dubbelspel
Jacco Eltingh (Nederland) en Paul Haarhuis (Nederland) wonnen van Mark Petchey (Groot-Brittannië) en Chris Wilkinson (Groot-Brittannië) met 6-2, 6-2

### Veteranen, mannen vanaf 45 jaar, dubbelspel
Jeremy Bates (Groot-Brittannië) en Anders Järryd (Zweden) wonnen van Kevin Curren (Verenigde Staten) en Johan Kriek (Verenigde Staten) met 6-3, 6-3

### Veteranen, vrouwen
Jana Novotná (Tsjechië) en Helena Suková (Tsjechië) wonnen van Ilana Kloss (Zuid-Afrika) en Rosalyn Nideffer (Zuid-Afrika) met 6-3, 6-3

### Rolstoel, mannen, dubbelspel
Robin Ammerlaan (Nederland) en Ronald Vink (Nederland) wonnen van Shingo Kunieda (Japan) en Satoshi Saida (Japan) met 4-6, 7-5, 6-2

## Kwalificatietoernooi (enkelspel)
Aan het hoofdtoernooi (enkelspel) doen bij de mannen en vrouwen jaarlijks elk 128 tennissers mee. De 104 beste mannen en 108 beste vrouwen van de wereldranglijst die zich inschrijven zijn automatisch geplaatst. Acht spelers krijgen van de organisatie een wildcard. Voor de overige tennissers resteren er dan nog 16 plaatsen bij de mannen en 12 plaatsen bij de vrouwen in het hoofdtoernooi en deze plaatsen worden via het kwalificatietoernooi ingevuld. Aan dit kwalificatietoernooi doen nog eens 128 mannen en vrouwen mee. Dat toernooi werd gespeeld in Roehampton.
Via het kwalificatietoernooi probeerden de volgende Belgen en Nederlanders kwalificatie voor het hoofdtoernooi af te dwingen:

### Belgen op het kwalificatietoernooi
Bij de mannen deden Dick Norman en Christophe Rochus mee aan het kwalificatietoernooi:
- Dick Norman (nr. 32). Beiden haalden het hoofdtoernooi niet.
  - 1e ronde: won van Ivo Minář (Tsjechië) met 6-4, 7-6
  - 2e ronde: verslagen door Pavel Snobel (Tsjechië) met 6-3, 3-6, 3-6
- Christophe Rochus
  - 1e ronde: won van Brendan Evans (Verenigde Staten) met 6-1, 6-4
  - 2e ronde: won van Dudi Sela (Israël) met 7-5, 6-3
  - 3e ronde: verslagen door Wayne Arthurs (Australië) met 3-6, 6-3, 7-6, 5-7, 4-6

Bij de vrouwen deed alleen Caroline Maes mee aan het kwalificatietoernooi. Ook zij haalde het hoofdtoernooi niet.
- Caroline Maes
  - 1e ronde: verslagen door Nika Ožegović (Kroatië) met 0-6, 3-6

### Nederlanders op het kwalificatietoernooi
Bij de mannen deed alleen Dennis van Scheppingen mee aan het kwalificatietoernooi, maar hij werd al in de eerste ronde uitgeschakeld.
- Dennis van Scheppingen
  - 1e ronde: verslagen door Leonardo Mayer (Argentinië) met 4-6, 4-6

Bij de vrouwen was Elise Tamaëla geplaatst en kreeg Brenda Schultz een wildcard voor het kwalificatietoernooi. Beide vrouwen verloren in de eerste ronde.
- Brenda Schultz
  - 1e ronde: verslagen door Renata Voráčová (Tsjechië) (nr. 15) met 6-3, 2-6, 4-6
- Elise Tamaëla
  - 1e ronde: verslagen door Sorana Cîrstea (Roemenië) met 2-6, 1-6

## Kwalificatietoernooi (dubbelspel)
In het kwalificatietoernooi voor het dubbelspel strijden zowel bij de mannen als de vrouwen jaarlijks zestien koppels om vier plaatsen in het hoofdtoernooi.
Uit België en Nederland deed alleen de Belg Dick Norman mee. Hij haalde het hoofdtoernooi.
- Dick Norman met zijn partner Ilia Bozoljac (Servië)
  - 1e ronde: wonnen van Rik de Voest (Zuid-Afrika) en Nathan Healey (Australië) (nr. 3) met 7-6 en 7-6
  - 2e ronde: wonnen van Sanchai Ratiwatana (Thailand) en Sonchat Ratiwatana (Thailand) (nr. 5) met 7-6, 6-4, 6-4

## Toeschouwersaantallen en bezoekerscapaciteit
|           |        | Eerste week |         | Tweede week |
| --------- | ------ | ----------- | ------- | ----------- |
| Maandag   |        | 32.916      |         | 36.309      |
| Dinsdag   | 39.282 | 32.022      |         |             |
| Woensdag  | 37.018 | 32.636      |         |             |
| Donderdag | 39.770 | 30.936      |         |             |
| Vrijdag   | 38.366 | 31.773      |         |             |
| Zaterdag  | 34.169 | 30.173      |         |             |
| Zondag    | –      | 29.440      |         |             |
| Totaal    |        | 444.810     | 444.810 | 444.810     |

| Baan                           | Zitplaatsen                    | Staanplaatsen                  |                                | Baan                           | Zitplaatsen |
| ------------------------------ | ------------------------------ | ------------------------------ | ------------------------------ | ------------------------------ | ----------- |
| Centre Court                   | 14.288                         | –                              |                                | Court No. 10                   | –           |
| Court No. 1                    | 11.429                         | –                              | Court No. 11                   | 448                            |             |
| Court No. 2                    | 2.192                          | 770                            | Court No. 13                   | 1.541                          |             |
| Court No. 3                    | 800                            | –                              | Court No. 14                   | 312                            |             |
| Court No. 4                    | –                              | –                              | Court No. 15                   | 318                            |             |
| Court No. 5                    | 120                            | –                              | Court No. 16                   | 312                            |             |
| Court No. 6                    | 250                            | –                              | Court No. 17                   | 309                            |             |
| Court No. 7                    | 250                            | –                              | Court No. 18                   | 782                            |             |
| Court No. 8                    | –                              | –                              | Court No. 19                   | 302                            |             |
| Court No. 9                    | –                              | –                              |                                |                                |             |
| Totaal zitplaatsen             | Totaal zitplaatsen             | Totaal zitplaatsen             | Totaal zitplaatsen             | Totaal zitplaatsen             | 33.653      |
| Totaal staanplaatsen           | Totaal staanplaatsen           | Totaal staanplaatsen           | Totaal staanplaatsen           | Totaal staanplaatsen           | 770         |
|                                |                                |                                |                                |                                |             |
| Bezoekerscapaciteit tennispark | Bezoekerscapaciteit tennispark | Bezoekerscapaciteit tennispark | Bezoekerscapaciteit tennispark | Bezoekerscapaciteit tennispark | 36.000      |

## Uitzendrechten
In Nederland was Wimbledon te zien bij de lineaire televisiezender RTL 7. RTL 7 deed dagelijks vanaf 13.00 uur rechtstreeks verslag vanuit Londen. Dagelijks om 19.50 uur werd de dag samengevat in 'Wimbledon Today'. De presentatie was in handen van Barbara Barend. Het commentaar werd verzorgd door Jacco Eltingh, Jan Siemerink, Mariëtte Pakker en Albert Mantingh.
Behalve op RTL 7 was Wimbledon ook te zien zijn via de abonneezender Sport1, die uitzond onder een sublicentie van RTL 7. Sport1 zette tijdens Wimbledon naast het HD-kanaal, alle acht de beschikbare Sport1 kanalen in, om gelijktijdig meerdere tenniswedstrijden live uit te zenden. De wedstrijden vanuit de studio in Amsterdam voor Sport1 werden gepresenteerd door Mari Carmen Oudendijk.
Verder kon het toernooi ook gevolgd worden bij de Britse publieke omroep BBC, waar uitgebreid live-verslag werd gedaan op de zenders BBC One en BBC Two.